# Una scatenata dozzina
Una scatenata dozzina (Cheaper by the Dozen) è un film del 2003 diretto da Shawn Levy. Si tratta di una commedia che ruota attorno ad una famiglia composta da quattordici persone inclusi i genitori.
Il regista ha inoltre collaborato nella produzione del sequel Il ritorno della scatenata dozzina.

## Trama
La famiglia Baker è composta dal padre Tom, la madre Kate e i loro dodici figli, che vivono in una casa a Midland (Indiana). 
I figli sono: Nora, ventiduenne alla ricerca di un lavoro che vive con il fidanzato Hank; Charlie e Lorraine, liceali; Henry, un ragazzino che suona il clarinetto molto affezionato al fratello Charlie; Sarah, la leader dei guai; Jake, un ragazzino amante dello skateboard; Mark, bambino molto timido il cui unico amico è la rana Beans; le gemelle biovulari Kim e Jessica; Mike; i gemelli monozigoti Nigel e Kyle. Quando Tom Baker riesce a raggiungere il sogno di diventare allenatore di una squadra di football americano, trasloca insieme alla famiglia dalla campagna ad Evanston, Illinois. I figli sono molto tristi e dispiaciuti di questo trasferimento. Sua moglie, Kate, riesce a raggiungere il sogno di pubblicare un libro, chiamato Cheaper by the Dozen, che appunto parla della vita dei suoi 12 figli. Quindi per lanciare il suo nuovo libro deve compiere un viaggio pubblicitario, lasciando Tom solo per due settimane con i bambini. A questo punto numerosi guai sono dietro l'angolo.

## Critica
Il film ha ricevuto durante l'edizione dei Razzie Awards 2003 una nomination come Peggior attore per Ashton Kutcher.
È il remake del film Dodici lo chiamano papà (Cheaper by the Dozen - 1950) diretto da Walter Lang, fedele trasposizione cinematografica di un celebre libro statunitense "Cheaper by the Dozen" di Frank B. Gilbreth Jr. e Ernestine Gilbreth Carey, due dei dodici figli di Lillian Moller Gilbreth, pioniera dell'ingegneria gestionale, la quale, influenzata dal taylorismo, aveva strutturato la sua vita familiare e domestica sulla base dell'efficienza e della divisione dei compiti: ogni componente della famiglia, dal più piccolo al più grande, aveva un preciso ruolo e funzione, e tutto era organizzato in modo tale che ciascuno garantiva all'altro di portare avanti il proprio compito, al fine del benessere organico.

## Edizione italiana
La direzione del doppiaggio e i dialoghi italiani sono a cura di Carlo Valli per conto della Cast Doppiaggio Srl. La sonorizzazione, invece, venne affidata alla SEFIT-CDC di Via Margutta.